# ARoS 오르후스 미술관

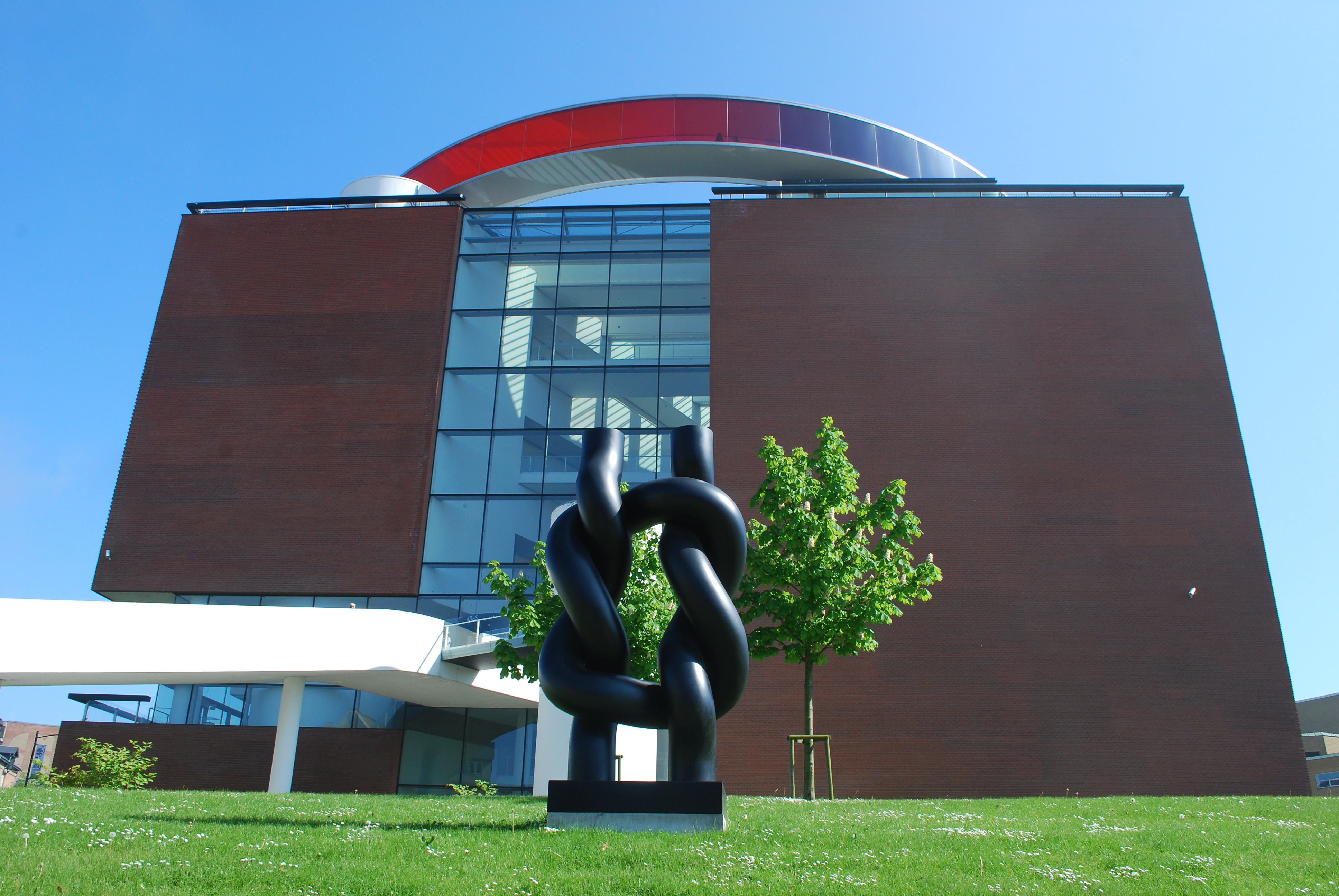
ARoS 오르후스 미술관

ARoS 오르후스 미술관(덴마크어: ARoS Aarhus Kunstmuseum)은 덴마크 오르후스에 있는 미술관이다. 이 미술관은 북유럽에서 가장 큰 미술관 중 하나이다.
층 수는 10층이며, 연면적은 1만 7천 제곱미터이다. 2004년 4월 8일 개장했다. 건물은 1997년 설계 공모에서 우승한 슈미트, 해머 & 라센이 디자인하였다.
1100 여 점의 회화, 400 여 점의 조각, 200 여 점의 아트 비디오, 7000 여 점의 데셍, 그래픽, 사진을 소장하고 있다. 빌 비올라, 토리 오슬러, 카스텐 횔러, 미와 야나기, 제임스 터렐 등의 작품을 소장하고 있다.
소장품 분류는 다음 세 가지이다.
1. 덴마크 황금 시대 1770년 – 1900년
2. 덴마크 모더니즘 1900년 - 1960년.
3. 현대 미술.

미술관 안에는 상점, 카페, 레스토랑도 있다.
이름 “ARoS”는 도시 이름 오르후스(덴마크어: Århus)를 라틴어로 바꾼 것이다. 대문자만 모아보면 “ARS”가 된다. 이것은 “art”에 해당하는 라틴어 “ars”를 뜻하기도 한다.

## 빌딩
미술관 건물은 정육면체를 닮았다. 가로 – 세로54 미터, 높이 43 미터이다. 이 건물은 “미술관 길”에 의해 쪼개지는데, 일반인들도 이 길은 공짜로 이용할 수 있다. “미술관 길” 가운데쯤에 나선형 계단이 있고, 이 곳에서 입장료를 내면, 미술관 안에 들어갈 수 있다. 미술관 건물은 덴마크 회사 슈미트, 해머 & 라센이 디자인하였다. 1997년 세계 각지에서 응모된 109 여 개의 디자인 중에서 뽑힌 결과이다.